# Global Drama
Global Drama is het derde album van Cloudscape, uitgebracht in 2008 door Roastinghouse Records.

## Track listing
1. Mind Diary – 5:49
2. Darkest Legacy - 3:41
3. Cloak & Daggers - 6:34
4. Pain in Blood - 3:57
5. The Silence Within - 5:06
6. One Silent Moment - 4:34
7. Alogoas - 8:24
8. Static - 5:46
9. Fragile - 4:10
10. Eyes of Jealousy - 9:09
11. Ritual of the Blade - 5:03
12. Justice - 5:07

## Band
- Michael Andersson - Zanger
- Bjorn Eliasson - Gitarist
- Patrik Svard - Gitarist
- Hans "Haze" Persson - Bassist
- Roger Landin - Drummer